# 路易斯·科尔巴兰
路易斯·尼古拉斯·科尔巴兰·莱佩（西班牙語：Luis Nicolás Corvalán Lepe；1916年9月14日—2010年7月21日）是一位智利政治家，曾于1958年—1990年担任智利共产党总书记。